# Schutteplaat
De Schutteplaat is een onbewoond eiland in het Veerse Meer in de Nederlandse provincie Zeeland. Te vinden noordoost van het stadje Veere. Het eilandje is 5,3 hectare groot en is voor ongeveer de helft bebost en het andere deel is weidegebied. Er zijn vier aanlegsteigers.
De Schutteplaat is net als de buureilandjes Mosselplaat, Haringvreter, Aardbeieneiland en Arneplaat vrij toegankelijk voor bezoekers. De maximale tijd aan een ligplaats is 24 uur.